# 段宜恩
段宜恩（1993年9月4日—），藝名為Mark（： Ma Keu），是一位台裔美籍饒舌歌手、詞曲作家和模特兒，韓國男子團體GOT7的成員，在團內主要負責饒舌和極限武術特技。

## 生涯

### 早期生活
宜恩出生於美國洛杉磯，年幼時曾隨父母搬到巴西、巴拉圭定居數年，之後才搬回洛杉磯居住。母語為英語，由於父母規定在家中講中文，所以中文的基本聆聽和交談並沒問題，但是不會閱讀和書寫中文。
父母皆是臺灣人，父親段光復（Raymond Tuan）出生於臺南，在臺北市成長；母親賴靜芬（Dorine Lai）具有八分之一荷蘭血統。他有兩個姊姊（Tammy、Grace），和一個弟弟（Joey，本名Joseph）。宜恩在小學時期學習小提琴和鋼琴課程，並在中學轉學吉他。

### 練習生時期
2010年，當宜恩和朋友們在亞凱迪亞高中的時候，他引起一位JYP娛樂星探的注意，並邀請他參加海選。起初宜恩無意前往，但他的朋友和家人鼓勵他，告訴他這是一個很好的機會，因此抱著嘗試的心態參加，甄選時選唱的歌曲為阿姆〈When I'm Gone〉。後來他通過海選，完成高中10年級課程後休學。2010年8月赴韓國接受訓練，在無基礎的情況下學習唱歌、舞蹈等技能。在那裡學習一年雜技、兩年武術，練習時間約3年半，由於極限武術特技動作危險性高，經常造成韌帶撕裂傷，曾因翻躍失誤而受傷，休養一個月才痊癒。
2012年在電視劇《Dream High 2》第一集中與JAY B、珍榮客串演出舞者一角，上述二人之後和他一起成為GOT7成員。
2013年與Jackson、BamBam、有謙於Mnet生存計畫節目《WIN》中以JYP娛樂練習生身分曝光。同年年底於KBS《歌謠大戰》中表演2PM的歌曲。

### 2014－2020：團體出道、個人活動
2014年1月16日，Mark以韓國男子流行組合GOT7的一員出道，出道迷你專輯為《Got it?》。自從出道以來，Mark就表達自己想努力成為一名創作歌手，因此可在之後的專輯中看見其創作的歌曲。Mark創作迷你專輯《Just right》中〈Back To Me〉的歌詞。另外，他對迷你專輯《Flight Log: Departure》的貢獻很大，參與13首歌曲中5首的說唱和歌詞創作，其中包括〈My Home〉和〈Let Me〉。在GOT7第三張錄音室專輯《Present : YOU》裡，Mark發行他的第一首獨唱歌曲〈OMW〉，成員Jackson客串演唱。2018年9月13日，Mark的第一支個人音樂影片〈OMW〉正式發佈。此影片後來成為JYP娛樂偶像中第一個在Naver上獲得100萬點擊量的音樂影片。
2018年2月10日，Mark和BamBam出席在MCC Hall The Mall Ngamwongwan舉行「PROJECT BLUR」特別粉絲見面會。
2017年開始，Mark在韓國、中國和泰國的雜誌擔任模特兒，這表明了他對時尚業的濃厚興趣。他出現在《紅秀GRAZIA》、《Oh! Boy》、《競技場Homme+》、《1st Look》、《Chicteen》、《Sudsapda》、《Stream》、《潮流》、《Firebible》、《Jstyle》、《北京青年報》、《Nylon》、《e.L.e》、《誘惑》、《柯夢波丹》、《The Star》、《Shinyouth》、《K-Media》、《Sweetdonut》、《Ginger》、《星盒子》、《Size》、《Unnamedideal》、《Juz! Entertainment》、《Madame Figaro》，和韓國版《眼花繚亂》、《Ceci》、《時尚》，以及泰國版《時尚》、《瀟灑》等雜誌上。Mark於2019年3月登上韓國慈善雜誌《大誌雜誌》的第200期封面，該雜誌為無家可歸者提供援助。另外，他還在2018、2019年與英國服裝品牌Represent合作發行「ⅩⅭⅢ」兩種限量版服裝系列，「ⅩⅭⅢ」代表他的出生年份，他亦參與每件衣物的創作和設計。其中，第二個系列ⅩⅭⅢ Evolution共售出40,446件，所有利潤都捐給慈善機構。在與傑尼亞和泰國版《瀟灑》雜誌合作參加2019年米蘭時裝週後，Mark表達想創建自己品牌的期望。2020年11月，Mark為《Lined's Changes》雜誌拍攝了他的第一張美國雜誌封面。
2019年春天，他擔任JUS2在亞洲《FOCUS》巡迴秀澳門、台北和新加坡場的特別主持人。
2020年1月11日，Mark以個人身份於中國出道，出道歌曲為〈Outta My Head〉。

### 2021－至今：離開JYP娛樂、今後活動
2021年1月，Mark和GOT7的其他6名成員決定不與JYP娛樂續約。離開後，Mark開設一個YouTube頻道，在他向該頻道發佈任何內容之前，頻道很快就獲得超過100萬訂閱者。1月21日，他上傳他的第一支影片。
2月7日，位於中國北京的段宜恩工作室宣布開業。2月12日，Mark與桑賈伊合作發行單曲〈One in a Million〉。他還身兼〈One in a Million〉動畫音樂影片執行製作人，該影片於情人節當天在他的YouTube頻道上發佈。Mark也是GOT7不續約後演唱的歌曲〈Encore〉音樂影片的執行製作人。
與Represent再次合作的第三個服裝系列名為ⅩⅭ3，於3月17日上市。4月29日，Mark與創新藝人經紀公司簽約。6月2日，他成為希思黎黑玫瑰彈潤水凝霜的代言人。同一個月，Mark和溫妮·哈洛一起登上菲律賓版《L'Officiel》雜誌封面。6月16日，Mark與安耐曬合作推出限量版Artist Box，成為第一位這樣做的藝人。
2021年下半年，他和BIBI一起為電影《尚氣與十環傳奇》演唱歌曲〈Never Gonna Come Down〉，這是他第一次演唱原聲帶曲目。9月30日，他参加瑞克·歐文斯、Raf Simons、浪凡和巴黎世家的巴黎时装週。11月12日，Mark發行數位單曲〈Last Breath〉。他隨後在2022年發行其他歌曲，包括1月21日的〈My Life〉、3月24日的〈Lonely〉、4月7日的〈Save Me〉。
2022年5月27日至29日，他在泰國舉辦名為「Pull-Up」的個人粉絲見面會，場場爆滿、座無虛席。
7月1日，Mark發行數位單曲〈Imysm〉，這首歌收錄在他的第一張錄音室專輯《The Other Side》內，該專輯於2022年8月26日與主打歌〈Far Away〉的音樂錄影帶一起發行。Mark在這張唱片中不只負責每首歌的作詞和作曲，同時展現他的歌唱和饒舌能力。在10、11月，Mark隨後開始首次個人巡迴演唱會，在北美的15座城市演出，亞洲場則於2023年4月從曼谷和孔敬開始。與此同時，他與Represent的新系列合作在12月中旬開始銷售。
2023年3月31日，他發行單曲〈Carry Me Out〉。5月19日發表與Elephante及Beanz合作演唱的單曲〈Right Before Our Eyes〉。10月27日發表EP<Fallin'>，收錄六首新曲，並在11月開始The Other Side的亞洲巡迴至2024年1月韓國為最後一站。

## 私人生活
在美國長大的宜恩來自台灣家庭，他會說英語和中文，還學過韓語和日語。
2018年12月，Mark因為在KBS《歌謠大戰》上為JYP家族舞台彩排武術特技而腿部受傷，無法在活動上表演，也無法在之後GOT7五週年演唱會上表演，因此他在演唱會的大部份時間都是坐著。
宜恩也是一名慈善家，其利用自身與服裝系列合作，以及他個人第二首單曲〈從未對你說過〉營利進行慈善捐贈。2020年2月，他捐款為中國湖北省的2019冠狀病毒疾病大流行購買呼吸器。5月31日，宜恩向喬治·佛洛伊德紀念基金會和Black Lives Matter運動捐贈了7000美元。去年11月，他向颱風梵高的受害者捐贈了1500美元。2021年4月，宜恩捐贈3萬美元給非營利組織停止仇恨亞太裔。

## 音樂作品

### 韓國音樂著作權家協會登錄號
| 姓名 | 登記名字 | 編號     | 附註   |
| ---- | -------- | -------- | ------ |
| Mark | Mark /   | 10010921 | [ 81 ] |

### 錄音室專輯
| 名稱               | 專輯詳情                                                                         | 榜單最高排名 | 銷量         |
| 名稱               | 專輯詳情                                                                         | 韓           | 銷量         |
| ------------------ | -------------------------------------------------------------------------------- | ------------ | ------------ |
| 《The Other Side》 | - 發行日期：2022年8月26日 - 發行廠牌：DNA Records - 發行型式：CD、數位下載、串流 | 8            | - 韓：35,365 |
| 《Fallin'》        | - 發行日期：2023年10月7日 - 發行廠牌：DNA Records - 發行型式：數位下載、串流     | -            |              |

### 個人單曲
| 歌曲                                            | 年份 | 榜單最高排名 | 榜單最高排名 | 專輯                     | 銷量         |
| 歌曲                                            | 年份 | 韓 下載      | 中           | 專輯                     | 銷量         |
| ----------------------------------------------- | ---- | ------------ | ------------ | ------------------------ | ------------ |
| 〈Outta My Head〉                               | 2020 | —            | —            | 無                       | 中：171,925+ |
| 〈從未對你說過〉                                | 2020 | —            | —            | 無                       | 中：153,163+ |
| 〈One in a Million〉（與桑賈伊）                | 2021 | —            | —            | 無                       | 不適用       |
| 〈Never Gonna Come Down〉（與BIBI）             | 2021 | —            | —            | 《尚氣與十環傳奇原聲帶》 | 不適用       |
| 〈Last Breath〉                                 | 2021 | 122          | —            | 《The Other Side》       | 不適用       |
| 〈My Life〉                                     | 2022 | 102          | —            | 《The Other Side》       | 不適用       |
| 〈Lonely〉                                      | 2022 | 104          | —            | 《The Other Side》       | 不適用       |
| 〈Save Me〉                                     | 2022 | —            | —            | 《The Other Side》       | 不適用       |
| 〈Imysm〉                                       | 2022 | —            | —            | 《The Other Side》       | 不適用       |
| 〈Imysm〉（Niiko x Swae混音）                   | 2022 | —            | —            | 無                       | 不適用       |
| 〈Far Away〉（Crankdat混音）                    | 2022 | —            | —            | 無                       | 不適用       |
| 〈Carry Me Out〉                                | 2023 | —            | —            | 無                       | 不適用       |
| 〈Right Before Our Eyes〉（與Elephante和Beauz） | 2023 | —            | —            | 無                       | 不適用       |

## 影視作品

### 廣告代言
| 年份        | 廣告代言               | 備註       |
| ----------- | ---------------------- | ---------- |
| 2011年      | KT Olleh               | 廣告       |
| 2019年      | 大衛尼斯               | 品牌代言人 |
| 2020年      | 曼秀雷敦（樂膚潔）     | 品牌代言人 |
| 2021年      | 希思黎黑玫瑰彈潤水凝霜 | 代言人     |
| 2022-2024年 | Calvin Klein           | 廣告模特   |
| 2023年      | 泰國Tansansu           | 代言人     |
| 2023年      | 泰國Eveandboy          | 代言人     |
| 2023-2024年 | YSL Beauty             | 代言人     |
| 2023-2024年 | Samsung US             | 大使       |
| 2024年      | 泰國蜀大侠火锅         | 大使       |

## 出版物

### 寫真書
| 發行年份 | 書名         |
| -------- | ------------ |
| 2019年   | 《Mark宜夏》 |

## 見面會及演唱會
| 日期                                          | 城市                                          | 舉行地點                                      |
| 泰國粉絲見面會「PROJECT BLUR」MARK and BAMBAM | 泰國粉絲見面會「PROJECT BLUR」MARK and BAMBAM | 泰國粉絲見面會「PROJECT BLUR」MARK and BAMBAM |
| --------------------------------------------- | --------------------------------------------- | --------------------------------------------- |
| 2018年2月10日                                 | 泰國曼谷                                      | MCC Hall The Mall Ngamwongwan                 |
| 段宜恩 2019「On Your MARK」南京粉絲見面會     |                                               |                                               |
| 2019年7月20日                                 | 中國南京                                      | 南京太陽宮劇場                                |
| 2019年9月14日                                 | 中國成都                                      | 成都华熙Live·528M空间                         |
| 2020年1月11日                                 | 中國上海（安可場）                            | 國家會展中心（上海）虹館EH                    |
| 「PULL-UP」段宜恩泰國粉絲見面會               |                                               |                                               |
| 2022年5月27－29日                             | 泰國曼谷                                      | Muang Thong Thani Impact Arena                |
| The Other Side World Tour                     |                                               |                                               |
| 2022年10月2日                                 | 美國聖安東尼奧                                | Aztec Theater                                 |
| 2022年10月4日                                 | 美國休斯敦                                    | White Oak Music Hall                          |
| 2022年10月6日                                 | 美國達拉斯                                    | House of Blues - Dallas                       |
| 2022年10月8日                                 | 美國亞特蘭大                                  | The Masquerade                                |
| 2022年10月13日                                | 美國費城                                      | Theater of Living Arts                        |
| 2022年10月17日                                | 美國紐約                                      | Irving Plaza                                  |
| 2022年10月18日                                | 美國華盛頓                                    | 9:30 Club                                     |
| 2022年10月19日                                | 美國波士頓                                    | Royale                                        |
| 2022年10月23日                                | 加拿大多倫多                                  | The Phoneix                                   |
| 2022年10月24日                                | 美國芝加哥                                    | House of Blues - Chicago                      |
| 2022年10月25日                                | 美國明尼亞波里斯                              | First Avenue                                  |
| 2022年10月29日                                | 美國西雅圖                                    | Showbox                                       |
| 2022年11月1日                                 | 加拿大溫哥華                                  | Vogue Theater                                 |
| 2022年11月3日                                 | 美國三藩市                                    | The Fillmore                                  |
| 2022年11月6日                                 | 美國洛杉磯                                    | El Rey Theater                                |
| 2023年5月5-7日                                | 泰國曼谷                                      | Impact Arena                                  |
| 2023年5月12-13日                              | 泰國孔敬                                      | Kice Hall                                     |
| 2023年11月4日                                 | 台灣台北                                      | Ticc 國際會議廳                               |
| 2023年11月11日                                | 中國澳門                                      | 百老匯劇場                                    |
| 2023年12月29日                                | 中國成都                                      | 鳳凰山體育公園多功能館                        |
| 2024年1月1日                                  | 中國廣州                                      | 大麥66Live House流花中心店                    |
| 2024年1月6日                                  | 馬來西亞吉隆坡                                | ZEPP                                          |
| 2024年1月14日                                 | 菲律賓馬尼拉                                  | Skydome                                       |
| 2024年1月20-21日                              | 泰國曼谷                                      | Impact Arena                                  |
| 2024年1月27日                                 | 韓國首爾                                      | 建國大學New Millennium Hall                   |

## 獲獎與提名

### 個人榮譽
| 年份   | 項目                                                            |
| ------ | --------------------------------------------------------------- |
| 2017年 | - TC Candler全球100張最帥面孔第70名                             |
| 2018年 | - TC Candler全球100張最帥面孔第82名                             |
| 2019年 | - TC Candler全球100張最帥面孔第90名 - 微博星耀盛典 微博HOT Star |

## 註解
1. ↑  當天各舉辦下午場、晚場，總計兩場次。

## 外部連結
- 官方网站
- 段宜恩的X（前Twitter）
- 段宜恩的Instagram帳戶
- 段宜恩的Facebook專頁
- 段宜恩的TikTok
- 段宜恩的新浪微博
- 段宜恩工作室的新浪微博